# Пригородное (Сахалинская область)
При́городное — бывшее село в Корсаковском районе Сахалинской области. Точная дата упразднения не установлена.

## География
Располагалось на берегу залива Анива, омывающего южное побережье острова Сахалин, в 9-10 км к востоку от города Корсаков, а с начала строительства в 2005 году в этой местности находится производственный комплекс «Пригородное» энергетического проекта «Сахалин-2», включающий в себя первый в России завод по производству сжиженного природного газа (СПГ), терминал отгрузки нефти (ТОН) и порт «Пригородное» (запуск завода состоялся в феврале 2009 года). Также здесь расположено устье реки Мерея и песчаный пляж, являющийся популярным местом для летнего отдыха.

## История
Каторжанский посёлок Мерея возник в 1891 году на месте айнского первопоселения. Его название по-айнски означало «длинный путь вокруг озера».
В 1905 году территория завоёвана (вкупе со всем Южным Сахалином) Японской империей.
С 1905 года до 1945 года принадлежало японскому губернаторству Карафуто и называлось Мерей (яп. 女麗). После передачи Южного Сахалина СССР село получило современное название.
До середины 1950-х годов в посёлке действовал построенный в японский период агар-агаровый завод (ликвидирован после пожара).
Постановлением Администрации Сахалинской области от 26.04.2004 № 50-па посёлок Пригородный преобразован в село Пригородное.
В 2009 году на территории поселения введён в строй завод, перерабатывающий в СПГ сырьё с Лунского и Пильтун-Астохского месторождений.

## Население
По переписи 2002 года население — 5 человек (4 мужчин, 1 женщина).